# سیارک ۱۴۵۷۵
سیارک ۱۴۵۷۵ (به انگلیسی: 14575 Jamesblanc، نامگذاری:1998QC92) چهارده هزار و پانصد و هفتاد و پنجمین سیارک کشف شده‌است که در ۲۸ اوت ۱۹۹۸ کشف شد.
قدر مطلق سیارک برابر ۱۶.۲ است.